# BLUE BLOOD (漫画家)
BLUE BLOOD（ブルーブラッド、1973年3月13日 - ）は、日本の漫画家。男性。埼玉県富士見市出身、神奈川県在住。

## 来歴
1996年、「お注射します♡」（『COMIC Zip』8月号掲載）でデビュー。「エロマンガは看護婦」という発想に基づいて描かれた作品だが、ネーミングの悪さに自己嫌悪に陥り、以後全作品・単行本名ともに英語のタイトルに統一した、とのこと。尾崎豊の曲名などからタイトルを決めることが多い、という。主として『コミックZIP』（フランス書院）、『FANTASY COCKTAIL』(富士見出版）などに作品を発表していた。初単行本は、富士見出版から出た『I LOVE YOU』。
代表作に、「Heven or HELL」シリーズ、長篇「What is love?」などがある。

## 作品リスト
※特記が無い場合は成年コミックマークあり。
1. 『I LOVE YOU』 1997年9月15日初版発行[4]（1997年8月発売）、富士美出版〈富士美コミックス〉、ISBN 4-89421-231-5
  - 『I LOVE YOU』 2001年6月発売、蒼竜社〈プラザCOMIX〉、ISBN 4-88386-087-6 ※成年コミックマーク無し
2. 『EMOTION』 1998年9月1日初版発行[4]（1998年7月発売）、雄出版〈オレンジコミックス〉、ISBN 4-94653-082-7
3. 『VIRGINITY』 1998年11月10日初版発行[4]（1998年10月発売）、フランス書院〈Xコミックス〉、ISBN 4-82967-795-3
デビュー作掲載。
4. 『Heven or HELL』 1999年9月15日初版発行[4]（1999年7月発売）、フランス書院〈Xコミックス〉、ISBN 4-82967-809-7 ※成年コミックマーク無し
「Heven or HELL」シリーズ7篇掲載。
  - 『Heven or HELL Advanced』 2001年7月発売、フランス書院〈Xコミックス〉、ISBN 4-82967-830-5
「Heven or HELL」シリーズ12篇掲載。
5. 『INNOCENT』 2000年9月5日初版発行[4]（2000年7月発売）、富士美出版〈富士美コミックス〉、ISBN 4-89421-385-0
6. 『EROS ～Ephemeral Rose Of Seduction～』 2003年4月1日初版発行（2003年2月発売）、晋遊舎〈晋遊舎コミックス〉、ISBN 4-88380-323-6
7. 『Heaven or HELL』 茜新社〈TENMA COMICS J〉、全2巻 ※成年コミックマーク無し
  1. 2004年3月発売、ISBN 4-87182-645-7
  2. 2005年3月発売、ISBN 4-87182-744-5
8. 『Lipに微熱』 2004年10月発売、蒼竜社〈プラザCOMIX〉、ISBN 4-88386-244-5 ※成年コミックマーク無し
9. 『What is love?』 2005年1月発売、FOX出版〈FOXコミックス〉、ISBN 4-925148-64-8